# Monica Sahlin
Inger Monica Sahlin, född 15 februari 1948 i Jönköpings Sofia församling, Jönköpings län, död 4 november 2014 i Tysslinge församling, Örebro län, var en svensk målare och grafiker.
Monica Sahlin studerade vid Bild och Form i Örebro, Konstfackskolan i Stockholm och vid Stockholms universitet. Hon har ställt ut separat i Stockholm, på Öland och Kumla och medverkade i samlingsutställningar i Örebro, Göteborg, Stockholm, Lyon och USA. Hennes konst består av små sagomålningar.  Hon har utfört offentlig utsmyckning i Örebro, Jönköping och Mölndal. 
Sahlin är representerad vid Stockholms kommun, Örebro läns landsting, Örebro kommun och Kumla kommun. En minnesutställning med Sahlins konst visades 2015 i det forna EFS-kapellet som var hennes ateljé under 30 år.